# Paradesmanthus macphersoni
Paradesmanthus macphersoni är en svampdjursart som först beskrevs av Uriz 1988.  Paradesmanthus macphersoni ingår i släktet Paradesmanthus och familjen Desmanthidae.
Artens utbredningsområde är Namibia. Inga underarter finns listade i Catalogue of Life.